# خرونوو-کولونگا گورنا
خرونوو-کولونگا گورنا (به لهستانی:  Chronów-Kolonia Górna) یک روستا در لهستان است که در گمینا اورونگسکو واقع شده‌است.